# Municipio de Adams (condado de Ripley)
El municipio de Adams (en inglés: Adams Township) es un municipio ubicado en el condado de Ripley en el estado estadounidense de Indiana. En el año 2010 tenía una población de 5119 habitantes y una densidad poblacional de 45,13 personas por km².

## Geografía
El municipio de Adams se encuentra ubicado en las coordenadas 39°16′18″N 85°8′6″O / 39.27167, -85.13500. Según la Oficina del Censo de los Estados Unidos, el municipio tiene una superficie total de 113.42 km², de la cual 112,03 km² corresponden a tierra firme y (1,22 %) 1,39 km² es agua.

## Demografía
Según el censo de 2010, había 5119 personas residiendo en el municipio de Adams. La densidad de población era de 45,13 hab./km². De los 5119 habitantes, el municipio de Adams estaba compuesto por el 97,07 % blancos, el 0,43 % eran afroamericanos, el 0,04 % eran amerindios, el 1 % eran asiáticos, el 0,78 % eran de otras razas y el 0,68 % eran de una mezcla de razas. Del total de la población el 2,31 % eran hispanos o latinos de cualquier raza.